# 33748 Davegault
33748 Davegault este o planetă minoră (asteroid), cu un diametru de 15,921 km, din centura de asteroizi. A fost descoperită pe 15 august 1999 la Observatorul Reedy Creek de John Broughton⁠(d). 
Obiectul prezintă o orbită caracterizată de o semiaxă mare de 3,1818614 UAi, o excentricitate de 0,09, o înclinație de 6,54533 ° în raport cu ecliptica.